# Grimston, York
Grimston är en by i civil parish Dunnington, i kommunen City of York, i grevskapet North Yorkshire, i England. Byn är belägen 4 km från York. Grimston var en civil parish 1866–1935 när blev den en del av Dunnington. Civil parish hade 66 invånare år 1931. Byn nämndes i Domedagsboken (Domesday Book) år 1086, och kallades då Grimeston/Grimestone.